# The Book of Taliesyn
The Book of Taliesyn — второй студийный альбом британской группы Deep Purple. Вышел в США в октябре 1968 года на лейбле Tetragrammaton Records, а в Великобритании — в июне 1969 года на лейбле EMI. Ремастирован и переиздан в 2000 году с добавлением пяти бонус-треков. Ремастирован в 2014 году в моно- и стереоверсиях для бокс-сета Hard Road.
Диск назван в честь «Книги Талиесина» — валлийской рукописи первой половины XIV века, включающей старейшие валлийские поэмы, многие из которых приписываются поэту Талиесину (VI век). Обложку альбома нарисовал художник-иллюстратор Джон Вернон Лорд (тёзка и однофамилец Джона Лорда, клавишника Deep Purple).

## Об альбоме
По требованию звукозаписывающего лейбла группа должна была записать новый альбом через три месяца после первого, но интенсивная концертная деятельность, последовавшая за выходом Shades of Deep Purple, оставила очень мало времени для написания и репетиций нового материала. В конце концов, под давлением контракта, музыканты придумали четыре длинных оригинальных композиции и подготовили три кавер-версии. Tetragrammaton Records оплатили две недели работы в De Lane Lea Studios (Лондон), и в августе 1968 альбом был записан.
Музыкальный стиль The Book of Taliesyn представляет собой смесь прогрессивного рока, психоделического рока и хард-рока. 
Многие обозреватели считают, что на этом альбоме группа продемонстрировала большую зрелость и сложность музыкальных композиций, чем на предыдущем. Альбом получил хорошую оценку в США, но как и предыдущий, остался совершенно незамеченным на родине музыкантов, в Великобритании.
- «Wring That Neck»

Инструментальная композиция, название которой происходит от фразы, которую группа использовала, когда на концертах гитарист сжимал и как бы «скручивал» гриф гитары, чтобы создать сильный звук. На диске, изданном в США, эта композиция называлась «Hard Road». Эта мелодия была использована американской группой It’s a Beautiful Day в инструментальной композиции «Don And Dewey» (альбом Marrying Maiden, 1970).
- «Kentucky Woman»

Кавер-версия одноимённой композиции американского музыканта Нила Даймонда. Была также издана в виде сингла в декабре 1968 года с инструментальной композицией «Wring That Neck» (в американской версии названной «Hard Road») на второй стороне. Ричи Блэкмор вспоминал: «Я думаю, что „Kentucky Woman“ была предложением Джона Лорда — поставить её в такой ритм, который использовали бы Митч Райдер и Detroit Wheels. И это сработало — я думаю, что он поднялся довольно высоко в чартах в Америке, как наш второй сингл». Песня достигла #38 в Billboard Hot 100, однако вопреки ожиданиям музыкантов, не вошла в британские хит-парады.
- «Exposition»/«We Can Work It Out»

Кавер-версия песни «We Can Work It Out» The Beatles, которой предшествует инструментальное вступление «Exposition». В последнем используются фрагменты Седьмой симфонии Бетховена, а также увертюры-фантазии «Ромео и Джульетта» Чайковского.
- «Anthem»

Инструментальная композиция в стиле барокко, напоминающая фугу Баха, исполненная с использованием меллотрона и струнного квартета. В этой композиции наиболее сильно проявляется приверженность Джона Лорда классической музыке. Композиция «Anthem» звучит в фильме «Реквием» 2006 года.
- «River Deep, Mountain High»

Кавер-версия одноимённой композиции американского дуэта Айк и Тина Тёрнеры, считается одной из лучших работ музыкального продюсера Фила Спектора. Версия Deep Purple медленнее и почти в три раза длиннее оригинала, в ней используется мелодия первого фрагмента симфонической поэмы Рихарда Штрауса  «Так говорил Заратустра». В США была также издана в виде сингла в феврале 1969 года с композицией «Listen, Learn, Read On» на второй стороне, достигла #53 в Billboard Hot 100.

## Список композиций
| №  | Название                                | Автор(ы)                                      | Длительность |
| -- | --------------------------------------- | --------------------------------------------- | ------------ |
| 1. | «Listen, Learn, Read On»                | Блэкмор, Лорд, Эванс, Пейс                    | 4:05         |
| 2. | «Wring That Neck»                       | Блэкмор, Лорд, Симпер, Пейс                   | 5:13         |
| 3. | «Kentucky Woman»                        | Даймонд                                       | 4:44         |
| 4. | «(a) Exposition (b) We Can Work It Out» | Блэкмор, Лорд, Симпер, Пейс Леннон, Маккартни | 7:06         |

| №  | Название                    | Автор(ы)                               | Длительность |
| -- | --------------------------- | -------------------------------------- | ------------ |
| 5. | «Shield»                    | Блэкмор, Лорд, Эванс                   | 6:06         |
| 6. | «Anthem»                    | Лорд, Эванс                            | 6:31         |
| 7. | «River Deep, Mountain High» | Джефф Барри, Элли Гринвич, Фил Спектор | 10:12        |

| №   | Название                                                      | Автор(ы)                    | Длительность |
| --- | ------------------------------------------------------------- | --------------------------- | ------------ |
| 8.  | «Oh No No No» (studio outtake)                                | Линдер, Расселл             | 4:25         |
| 9.  | «It’s All Over» (BBC Top Gear Session 14.01.1969)             | Кинг, Бёрнс                 | 4:14         |
| 10. | «Hey Bop A Re Bop» (BBC Top Gear Session 14.01.1969)          | Блэкмор, Эванс, Лорд, Пейс  | 3:31         |
| 11. | «Wring That Neck» (BBC Top Gear session 14.01.1969)           | Блэкмор, Симпер, Лорд, Пейс | 4:42         |
| 12. | «Playground» (remixed instrumental studio outtake 18.08.1968) | Блэкмор, Симпер, Лорд, Пейс | 4:29         |

## Участники записи
| Состав группы: - Род Эванс — вокал - Ричи Блэкмор — гитара - Джон Лорд — клавишные, аранжировки струнных на Anthem - Ник Симпер — бас-гитара, бэк-вокал - Иэн Пейс — ударные | Технический персонал: - Дерек Лоуренс — продюсер - Барри Эйнсуорт — звукоинженер - Питер Мью — цифровой ремастеринг и реставрация |